# Ramazan Baştuğ
Ramazan Baştuğ (* 1. Dezember 2000) ist ein türkischer Leichtathlet, der sich auf den Langstreckenlauf fokussiert.

## Sportliche Laufbahn
Erste Erfahrungen bei internationalen Meisterschaften sammelte Ramazan Baştuğ im Jahr 2021, als er bei den Balkan-Meisterschaften in Smederevo in 14:14,69 min den vierten Platz im 5000-Meter-Lauf belegte. Kurz darauf erreichte er bei den U23-Europameisterschaften in Tallinn nach 30:54,87 min Rang 16 über 10.000 m. Im Dezember wurde er bei den Crosslauf-Europameisterschaften in Dublin nach 25:47 min 41. im U23-Rennen. Im Jahr darauf gewann er bei den U23-Mittelmeer-Meisterschaften in Pescara in 14:29,27 min die Silbermedaille über 5000 Meter hinter dem Franzosen Étienne Daguinos und belegte zudem in 4:18,49 min den siebten Platz im 1500-Meter-Lauf. Im Dezember gelangte er bei den Crosslauf-Europameisterschaften in Turin mit 24:47 min auf Rang 22 im U23-Rennen. 2023 belegte er bei den Balkan-Meisterschaften in Kraljevo in 14:11,20 min den vierten Platz über 5000 Meter und im Dezember wurde er bei den Crosslauf-Europameisterschaften in Brüssel nach 34:15 min 73. im Einzelrennen. Bei den erstmals ausgetragenen Straßenlauf-Europameisterschaften 2025 in Löwen gelangte er nach 29:07 min auf den 31. Platz im 10-km-Straßenlauf. Ende Juni wurde er bei der 2. Liga der Team-Europameisterschaft in Maribor in 14:07,21 min Siebter über 5000 Meter, ehe er bei den World University Games in Bochum in 28:47,72 min den fünften Platz über 10.000 Meter belegte. Zudem gewann er im Halbmarathon in 1:02:35 h die Silbermedaille hinter dem Japaner Shinsaku Kudō und sicherte sich in der Teamwertung die Silbermedaille hinter dem japanischen Team.
2021 wurde Baştuğ türkischer Meister im 10.000-Meter-Lauf sowie 2024 über 5000 Meter und 2025 im 10-km-Straßenlauf und über 10.000 Meter.

## Persönliche Bestleistungen
- 1500 Meter: 3:50,17 min, 22. Mai 2021 in Bursa
- 3000 Meter: 8:04,39 min, 12. Juni 2022 in Bursa
  - 3000 Meter (Halle): 8:16,92 min, 24. Februar 2019 in Istanbul
- 5000 Meter: 13:49,04 min, 24. Mai 2025 in Brüssel
- 10.000 Meter: 28:43,43 min, 3. Mai 2025 in Izmir
- 10-km-Straßenlauf: 29:07 min, 13. April 2025 in Löwen
- Halbmarathon: 1:02:35 h, 26. Juli 2025 in Bochum